# 近石香緒里
近石 香緒里（ちかいし かおり、1963年9月22日 - ）は、日本の元女子バスケットボール選手である。大阪府出身。樟蔭東高等学校卒業。現役時代は東芝に所属していた。
1983年世界選手権に全日本メンバーとして出場。